# پشتهان
پشتهان، روستایی از توابع بخش رحمت‌آباد و بلوکات شهرستان رودبار در استان گیلان در ایران است.

## جمعیت
این روستا در دهستان دشتویل قرار دارد و براساس سرشماری مرکز آمار ایران در سال ۱۳۸۵، جمعیت آن ۳۳۲ نفر (۸۲خانوار) بوده است.